# Tally-Ho (U-Boot)
HMS Tally-Ho (Kennung: P317) war ein U-Boot der britischen Royal Navy im Zweiten Weltkrieg und danach. Im Pazifikkrieg versenkte das U-Boot neben mehreren Frachtschiffen und weiteren kleinen Einheiten den japanischen Leichten Kreuzer Kuma und das deutsche U-Boot UIT 23.

## Einsatzgeschichte
P317 (ex P97) wurde am 25. März 1942 bei Vickers-Armstrong in Barrow-in-Furness auf Kiel gelegt, lief am 23. Dezember 1942 vom Stapel und wurde am 12. April 1943 von der Royal Navy mit dem Namen Tally-Ho in Dienst gestellt.
Das U-Boot erreichte seinen ersten Kampferfolg in der nördlichen Straße von Malakka, als es am 10. November 1943 bei 6° 12′ N, 99° 25′ O das japanische Frachtschiff Kisogawa Maru mit Torpedos versenkte.
Die Tally-Ho torpedierte und versenkte am 11. Januar 1944 nordwestlich von Penang bei 5° 26′ N, 99° 52′ O den Kreuzer Kuma, am 15. Januar 1944 südlich von Port Blair bei 10° 3′ N, 93° 5′ O den japanischen Militärtransporter Ryuko Maru, am 14. Februar 1944 in der Malakkastraße bei 4° 27′ N, 100° 11′ O das deutsche U-Boot UIT 23 und am 21. Februar 1944 in der Malakkastraße bei 4° 0′ N, 101° 0′ O den japanischen Militärtransporter Daigen Maru No. 6.
Am 14. Mai 1944 verlegte das britische U-Boot Seeminen in der Malakkastraße. Vier Tage später lief der japanische Tanker Nichiyoku Maru bei 3° 41′ N, 99° 4′ O auf eine dieser Minen und wurde beschädigt. Am 22. August 1944 versenkte Tally-Ho in der Malakkastraße ein japanisches Küstenmotorschiff und zwei Tage später drei kleine japanische Segelschiffe mit dem Deckgeschütz. Am 6. Oktober 1944 versenkte das britische U-Boot 110 Seemeilen südwestlich von Penang bei 4° 20′ N, 98° 24′ O den japanischen Hilfs-U-Jäger Cha 2. Am 17. und 18. November 1944 versenkte die Tally-Ho in der Malakkastraße zehn japanische Segelschiffe mit Bordartillerie. Zwei Tage später, am 20. November, wurde 30 Seemeilen östlich der Südspitze von Groß Nikobar (Nikobaren) bei 6° 55′ N, 94° 15′ O der japanische Hilfs-Minenleger Ma 4 versenkt.
Die Tally-Ho blieb nach Kriegsende im aktiven Dienst der Royal Navy und wurde 1967 in Briton Ferry (Wales) verschrottet.

## Kommandanten
- Lt. Leslie William Abel Bennington (25. Januar 1943 – April 1945)[6]
- Lt. John Paton Fyfe (22. Mai 1945 – Oktober 1945)[7]